# Ruieni
Ruieni a fost un sat din Banat care astăzi este inclus în localitatea Turnu Ruieni.